# Élections législatives thaïlandaises de 2006
Les élections législatives thaïlandaises de 2006 se sont déroulées le 2 avril 2006 afin d'élire les 500 sièges de la Chambre des représentants, parmi lesquels il faut obtenir 251 sièges pour parvenir à la majorité absolue.

## Contexte
Thaksin Shinawatra, chef du Thai Rak Thai et Premier ministre depuis 2001, décide de dissoudre la Chambre des représentants et annonce des élections anticipées, alors que la dernière élection a eu lieu en février 2005, à l'issue duquel le TRT avait remporté la majorité absolue avec 375 sièges sur 500 de la Chambre. Cette décision intervient après sa mise en cause sur plusieurs affaires qui le fragilisent (vente de son entreprise Shin Corp, fonctions dans le domaine privé).
Cela ne lui permet pourtant pas de gagner la confiance de l'opposition, qui annonce d'abord boycotter les élections. Le Parti démocrate, mené par Aphisit Wetchachiwa, le Chart Thai (TNP, Thai Nation Party), mené par Banhan Sinlapa-acha et le Mahachon, mené par Sanan Kachornprasart, décrète le 27 février le boycott des élections par leurs partis. Des négociations ont eu lieu mais Thaksin les avait refusés.

## Mode de scrutin
La Constitution de 1997 prévoit le vote obligatoire pour l'élection d'un parlement bicaméral, composé de la chambre basse, la Chambre des représentants, et de la chambre haute, le Sénat.
Sur les 500 sièges de la Chambre des représentants, 100 membres seront élus au scrutin proportionnel plurinominal de liste. Les 450 autres sièges sont pourvus au scrutin uninominal majoritaire à un tour dans plusieurs circonscriptions électorales.

## Résultats
À cause du boycott des élections par les partis d'oppositions au TRT, seul celui-ci fut représenté aux élections. Seuls les votants du centre, du nord et du nord-est du pays ont voté majoritairement pour le Thai Rak Thai, ce qui a permis au parti de recevoir près de 60 % des suffrages et ainsi 461 sièges à la Chambre, d'après des résultats provisoires. Les partis d'oppositions n'étant pas représentés, la majorité des votants à Bangkok et au sud du pays ont choisi de s'abstenir : c'est 33 % d'abstention.
Le 25 avril, le roi Rama IX s'est exprimé devant les juges de la Cour administrative suprême, la Cour suprême et la Cour constitutionnelle sur le fait que ces élections n'étaient pas légitimes et qu'il devait ainsi y avoir de nouvelles élections.
Le 8 mai, la Cour constitutionnelle prononce sa décision d'invalider les élections et demande de procéder à de nouvelles élections. La date du 15 octobre est retenu et est officialisée par décret royal le 20 juillet 2006.